# Kaštel Stari
Kaštel Stari so naselje na Hrvaškem, ki upravno spada pod mesto Kaštela; le-ta pa spada pod Splitsko-dalmatinsko županijo.

## Zgodovina
Po turški zasedbi Bosne so se na ravnino med Trogirom in Splitom pričeli naseljevati Hrvatii. Utrjena naselja so gradili ob morju. Začetki naselja Kaštel Stari segajo v leto 1480, ko je na tem mestu trogirski humanist in vojskovodja Koriolan Cipiko postavil grad z obrambnim zidom. Severni del gradu je bil utrjen z obrambnim stolpom, južni del pa je bil z balkonom in renesančnimi okni obrnjen proti morju. Prvotno naselje, ki je nastalo ob utrjenem gradu je bilo tudi zavarovano z obrambnim zidom. Ostanki tega obzidja so še danes vidni v zidovih nekaterih hiš. Po požaru so leta 1492 naselje obnovili. V kraju stoji renesančna cerkvica sv. Jožefa in baročna župnijska cerkev. Med naseljema Kaštel Novi in Kaštel Stari so po 2. svetovni vojni postavili spomenik v spomin borcem padlim v NOB. Spomenik je delo kiparja Marina Studina.

## Demografija
| Pregled števila prebivalcev po letih | Pregled števila prebivalcev po letih | Pregled števila prebivalcev po letih | Pregled števila prebivalcev po letih | Pregled števila prebivalcev po letih | Pregled števila prebivalcev po letih | Pregled števila prebivalcev po letih | Pregled števila prebivalcev po letih | Pregled števila prebivalcev po letih | Pregled števila prebivalcev po letih | Pregled števila prebivalcev po letih | Pregled števila prebivalcev po letih | Pregled števila prebivalcev po letih | Pregled števila prebivalcev po letih | Pregled števila prebivalcev po letih |
| ------------------------------------ | ------------------------------------ | ------------------------------------ | ------------------------------------ | ------------------------------------ | ------------------------------------ | ------------------------------------ | ------------------------------------ | ------------------------------------ | ------------------------------------ | ------------------------------------ | ------------------------------------ | ------------------------------------ | ------------------------------------ | ------------------------------------ |
| 1857                                 | 1869                                 | 1880                                 | 1890                                 | 1900                                 | 1910                                 | 1921                                 | 1931                                 | 1948                                 | 1953                                 | 1961                                 | 1971                                 | 1981                                 | 1991                                 | 2001                                 |
| 761                                  | 863                                  | 905                                  | 944                                  | 1065                                 | 1132                                 | 1289                                 | 1289                                 | 1526                                 | 1700                                 | 1992                                 | 2899                                 | 4164                                 | 5354                                 | 6448                                 |